# Centistes ocularis
Centistes ocularis är en stekelart som beskrevs av Chen och Van Achterberg 1997. Centistes ocularis ingår i släktet Centistes och familjen bracksteklar. Inga underarter finns listade.